# 叫我神隊友
《叫我神隊友》，2019年中天電視推出的談話性節目，「黑人」陳建州主持，5月6日起在中天綜合台播出。

## 簡介
讓黑人及暖男爸爸帶領你從男性觀點出發，探討各領域的生活議題，要讓觀眾們了解那些爸爸一直沒說的心裡話，給男人一個辯駁的大平台，也給女人檢視另一半「神隊友」的機會。

## 製作團隊
- 總監：戴佩龍
- 監製：張晴初
- 編審：呂偉嘉
- 製作人：陳國華、孫樂欣
- 新媒體公關行銷：陳美華、陳凡禾、盧姮倩、丁詩容、賴又菱、劉筱祺、吳淳涵
- 製作群：孫立倢、張仲宇、廖庭妤、黃郁涵、鄭子妍、黃芳伸、張晉綸、林詩霈、余恩瑩
- 剪接：鍾瑞華
- 後製：謝佳勳
- 後製包裝：韓鎵存、劉秀錚
- 音樂：小威老師
- 後製音效：音樂達
- 旁白：Joseph
- 音響：必應創造
- 動畫：陳季畿
- 攝影：王旭忠、鍾志峰、劉俊鑫、李宗翰、劉百城
- 成音：周建平
- 燈光：丘世浩、曾俊怡、楊志偉
- 技術指導：林俊宏
- 視訊：楊宜斌
- 現場指導：林彥君
- 助理導播：賴欣妤
- 導播：陳增祺
- 製作公司：十全媒體娛樂行銷股份有限公司、欣享娛樂有限公司
- 監製公司：中天電視